# Миссисипи (округ, Арканзас)
Миссиси́пи (англ. Mississippi County) — округ, расположенный в штате Арканзас, США, с населением в 51 979 человек по статистическим данным переписи 2000 года. В округе действуют два окружных центра, которые находятся в городах Блайтвилл и Осеола.
Округ Миссисипи был образован 1 ноября 1833 года и получил своё название по реке Миссисипи, образующей восточную границу округа.

## География
По данным Бюро переписи населения США округ Миссисипи имеет общую площадь в 2383 квадратных километра, из которых 2326 кв. километров занимает земля и 54 кв. километра — вода. Площадь водных ресурсов округа составляет 2,34 % от всей его площади.

### Соседние округа
- Данклин, штат Миссури — северо-запад
- Пемискот, штат Миссури — север
- Дайер, штат Теннесси — северо-восток
- Лодердейл, штат Теннесси — восток
- Типтон, штат Теннесси — юго-восток
- Криттенден — юг
- Пойнсетт — юго-запад
- Крейгхед — запад

## Демография

Диаграмма распределения населения округа по возрастным диапазонам. Данные переписи населения 2000 года

По данным переписи населения 2000 года в округе Миссисипи проживало 51 979 человек, 13 911 семей, насчитывалось 19 349 домашних хозяйств и 22 310 жилых домов. Средняя плотность населения составляла 22 человека на один квадратный километр. Расовый состав округа по данным переписи распределился следующим образом: 64,45 % белых, 32,70 % чёрных или афроамериканцев, 0,26 % коренных американцев, 0,38 % азиатов, 0,03 % выходцев с тихоокеанских островов, 1,12 % смешанных рас, 1,07 % — других народностей. Испано- и латиноамериканцы составили 2,25 % от всех жителей округа.
Из 19 349 домашних хозяйств в 36,00 % — воспитывали детей в возрасте до 18 лет, 50,00 % представляли собой совместно проживающие супружеские пары, в 17,40 % семей женщины проживали без мужей, 28,10 % не имели семей. 24,70 % от общего числа семей на момент переписи жили самостоятельно, при этом 10,70 % составили одинокие пожилые люди в возрасте 65 лет и старше. Средний размер домашнего хозяйства составил 2,64 человека, а средний размер семьи — 3,15 человека.
Население округа по возрастному диапазону по данным переписи 2000 года распределилось следующим образом: 29,60 % — жители младше 18 лет, 9,90 % — между 18 и 24 годами, 27,50 % — от 25 до 44 лет, 20,80 % — от 45 до 64 лет и 12,20 % — в возрасте 65 лет и старше. Средний возраст жителей округа составил 33 года. На каждые 100 женщин в округе приходилось 91,80 мужчины, при этом на каждых сто женщин 18 лет и старше приходилось 87,70 мужчины также старше 18 лет.
Средний доход на одно домашнее хозяйство в округе составил 27 479 долларов США, а средний доход на одну семью в округе — 32 648 долларов. При этом мужчины имели средний доход в 29 645 долларов США в год против 19 782 долларов США среднегодового дохода у женщин. Доход на душу населения в округе составил 13 978 долларов США в год. 19,00 % от всего числа семей в округе и 23,00 % от всей численности населения находилось на момент переписи населения за чертой бедности, при этом 31,10 % из них были моложе 18 лет и 19,80 % — в возрасте 65 лет и старше.

## Главные автодороги
- I-55
- US 61
- AR 14
- AR 18
- AR 77

## Населённые пункты
- Бассет
- Бердсонг
- Блайтвилл
- Бердетт
- Делл
- Дайесс
- Этова
- Госнелл
- Джойнер
- Кейзер
- Личвилл
- Лаксора
- Манила
- Мари
- Осеола
- Виктория
- Уилсон